# Stazione di Kentish Town Ovest
La stazione di Kentish Town Ovest (in inglese Kentish Town West station) è una stazione ferroviaria posta lungo la ferrovia di Londra nord, nel quartiere di Kentish Town nel borgo londinese di Camden.

## Storia
La stazione aprì il 1º aprile 1867 con il nome di Kentish Town e fu ribattezzata Kentish Town West il 2 giugno 1924. 
Dopo un grave incendio avvenuto il 18 aprile 1971 la stazione rimase inutilizzata. Nel 1976 la British Rail manifestò l'intenzione di chiuderla in modo permanente. In base alla procedura, se per il 19 novembre 1976 non fossero state sollevate obiezioni, la stazione sarebbe stata considerata chiusa dal 20 dicembre 1976. Malgrado questo annuncio, la stazione venne ricostruita e riaperta il 5 ottobre 1981. Fu reinaugurata dall'allora sindaco di Londra Ken Livingstone.

## Movimento
L'impianto è servito dai treni della relazione Stratford-Richmond/Clapham Junction della London Overground, erogati da Arriva Rail London per conto di Transport for London.

## Servizi
- Biglietteria a sportello
- Biglietteria automatica
- Sala d'attesa

## Interscambi
Nelle vicinanze della stazione effettuano fermata alcune linee automobilistiche, gestite da London Buses.
È permesso, inoltre, l'interscambio con la stazione ferroviaria di Kentish Town sulla Midland Main Line e con la stazione di Kentish Town della linea Northern della metropolitana.
- Fermata metropolitana (Kentish Town, linea Northern)
- Stazione ferroviaria (Kentish Town, linee nazionali)
- Fermata autobus